# Municipio Colquechaca
Das Municipio Colquechaca (Aymara und Quechua: qullqi chaka, "Silberbrücke") ist ein Verwaltungsbezirk im Departamento Potosí im südamerikanischen Andenstaat Bolivien.

## Lage im Nahraum
Das Municipio Colquechaca ist eines von fünf Municipios in der Provinz Chayanta. Es wurde im Jahr 2019 geteilt, indem aus dem Kanton Macha und dem Kanton Ayoma das eigenständige Municipio San Pedro de Macha gebildet wurde. Das verbleibende Rest-Municipio grenzt im Norden an die Provinz Charcas, im Nordosten an das Municipio Pocoata, im Westen an das Departamento Oruro, im Südwesten an das Municipio San Pedro de Macha, im Osten an das Municipio Ocurí und im Nordosten an das Municipio Ravelo.
Der zentrale Ort des Municipios ist die Provinzhauptstadt Colquechaca mit 4272 Einwohnern (Volkszählung 2012) im westlichen Teil des Municipios.

## Geographie
Das Municipio Colquechaca liegt im zentralen westlichen Abschnitt der bolivianischen Cordillera Central, die sich als Teil der östlichen Anden-Kette zwischen dem Altiplano im Westen und dem bolivianischen Tiefland im Osten erstreckt. Das Klima ist ein typisches Tageszeitenklima, bei dem die Temperaturen im Tagesverlauf stärker schwanken als im Jahresverlauf.
Die Jahresdurchschnittstemperatur im langjährigen Mittel liegt bei etwa 4 °C (siehe Klimadiagramm), die Monatswerte bewegen sich zwischen 0 °C im Juni/Juli und 6 °C von November bis Januar. Die jährliche Niederschlagsmenge beträgt 460 mm, von Mai bis August herrscht eine Trockenzeit von monatlich weniger als 5 mm Niederschlag, während die Niederschlagshöhe im Januar und Februar etwa 100 mm erreicht.

## Bevölkerung
Die Einwohnerzahl des Municipios Colquechaca ist zwischen 1992 und 2024 um etwa die Hälfte angestiegen:
| Jahr | Einwohner | Quelle       |
| ---- | --------- | ------------ |
| 2001 | 11.008    | Volkszählung |
| 2012 | 14.329    | Volkszählung |
| 2024 | 16.163    | Volkszählung |

Wichtigste Sprache im Municipio ist Quechua, etwa 90 Prozent der Bevölkerung sind katholisch. (1992)

## Politik
Ergebnisse der Regionalwahlen (concejales del municipio) vom 4. April 2010 (vor der Teilung):
| Wahlberechtigte |  | Stimmen | gültig |  | MAS-IPSP | M.O.P. | MSM   | AS    |
| --------------- |  | ------- | ------ |  | -------- | ------ | ----- | ----- |
| 12.872          |  | 10.107  | 6.984  |  | 5.626    | 619    | 444   | 295   |
|                 |  | 78,5 %  | 69,1 % |  | 80,6 %   | 8,9 %  | 6,4 % | 4,2 % |

Ergebnis der Regionalwahlen (elecciones de autoridades políticas) vom 7. März 2021 (nach der Teilung):
| Wahl- berechtigte |  | Wahl- beteiligung | gültige Stimmen |  | MAS-IPSP | AS    | M.O.P. | PAN-BOL |
| ----------------- |  | ----------------- | --------------- |  | -------- | ----- | ------ | ------- |
| 6.240             |  | 5.174             | 4.154           |  | 3.267    | 349   | 182    | 146     |
|                   |  | 82,92 %           | 80,29 %         |  | 78,65 %  | 8,4 % | 4,38 % | 3,51 %  |

## Gliederung
Das Municipio unterteilt sich in die folgenden Kantone (cantones):
- 05-0401-01 Kanton Colquechaca – 17 Ortschaften – 6.578 Einwohner (Volkszählung 2012)
- 05-0401-03 Kanton Surumi – 55 Ortschaften – 5.926 Einwohner
- 05-0401-05 Kanton Rosario – 23 Ortschaften – 1.825 Einwohner

## Ortschaften im Municipio Colquechaca
- Kanton Colquechaca
  - Colquechaca 4272 Einw. – Kalasaya 492 Einw.

- Kanton Surumi
  - Puitira 531 Einw. – Karata 403 Einw. – Surumi 254 Einw.

- Kanton Rosario
  - Pampa Colorada 342 Einw.